# مارك زوبر
مارك زوبر هو ممثل هندي (وحمل سابقاً جنسية الراج البريطاني)، ولد في 5 مايو 1944 بلكناو في الهند، وتوفي في 28 مايو 2003 بلندن في المملكة المتحدة بسبب نوبة قلبية.

## أعمال

### أفلام
- (1976) أبيض وأسود بالألوان

## وصلات خارجية
- مارك زوبر على موقع IMDb (الإنجليزية)
- مارك زوبر على موقع ألو سيني (الفرنسية)
- مارك زوبر على موقع أول موفي (الإنجليزية)
- مارك زوبر على موقع قاعدة بيانات الأفلام السويدية (السويدية)
- مارك زوبر على موقع قاعدة بيانات الفيلم (الإنجليزية)
- مارك زوبر على موقع كينوبويسك (الروسية)